# Level Headed
Level Headed è il settimo album dei Sweet, pubblicato nel 1978 per l'etichetta discografica Polydor Records in Europa e dalla Capitol Records nel resto del mondo.

## Tracce della versione Polydor Records
1. Dream On (A. Scott)
2. Love Is Like Oxygen (Griffin, Scott)
3. California Nights (Connolly, Priest, Scott, Tucker)
4. Strong Love (Connolly, Priest, Scott, Tucker)
5. Fountain (Connolly, Priest, Scott, Tucker)
6. Anthem, No. 1 (Lady of the Lake) (Connolly, Priest, Scott, Tucker)
7. Silverbird (Connolly, Priest, Scott, Tucker)
8. Lettres d'Amour (Connolly, Priest, Scott, Tucker)
9. Anthem, No. 2 (Connolly, Priest, Scott, Tucker)
10. Air on 'A' Tape Loop (Connolly, Priest, Scott, Tucker)

## Tracce della versione Capitol Records
1. California Nights (Connolly, Priest, Scott, Tucker) 3:39
2. Silverbird (Connolly, Priest, Scott, Tucker) 3:24
3. Dream On (Scott) 2:48
4. Fountain (Connolly, Priest, Scott, Tucker) 4:11 (versione edited nell'outro)
5. Love Is Like Oxygen (Griffin, Scott) 6:49
6. Anthem, No. 1 (Lady of the Lake) (Connolly, Priest, Scott, Tucker) 4:08
7. Strong Love (Connolly, Priest, Scott, Tucker) 3:24
8. Lettres d'Amour (Connolly, Priest, Scott, Tucker) 3:23
9. Anthem, No. 2 (Connolly, Priest, Scott, Tucker) 00:59
10. Air on 'A' Tape Loop (Connolly, Priest, Scott, Tucker) 5:53

## Altre tracce
Delle stesse sessioni di registrazione  "Cover Girl" (Connolly, Priest, Scott, Tucker) è stata pubblicata come B-side del singolo "Love Is Like Oxygen" (Scott, Griffin) (versione edit da 3'44") mentre per l'altro singolo pubblicato "California Nights" (Connolly, Priest, Scott, Tucker) è stata utilizzata una parte edit da una registrazione originariamente fatta per l'album "Off the Record" che faceva parte del brano "Laura Lee" e che viene pubblicata col titolo "Show Me The Way" (Connolly, Priest, Scott, Tucker)

## Formazione
- Brian Connolly - voce
- Andy Scott - chitarra, sintetizzatori, cori, voce principale (nelle tracce 3, 4)
- Steve Priest - basso, armonica, cori, voce principale (nella traccia 1)
- Mick Tucker - batteria, cori

### Altri musicisti
- Geoff Westley – tastiere, archi (nelle tracce 6, 9)
- Ronnie Asprey – ottoni
- Richard Harvey – baroque wind
- Stevie Lange – voce nel brano 8